# Hipnotízame
Hipnotízame (anteriormente conocido como 1, 2, 3... hipnotízame) fue un programa español de entretenimiento que se emite de manera ocasional. Se estrenó el miércoles 23 de marzo de 2016 y fue emitido por la cadena televisiva Antena 3.

## Mecánica
El programa es presentado por Manel Fuentes y por el mago cómico Jandro. El ilusionista Jeff Toussaint somete a los participantes a hipnosis teatral y les pide realizar una serie de pruebas, haciendo que resulten cómicas: un cantante olvida la letra de la canción que interpreta cada vez que suena un gong, una persona tiene que contarse los dedos pero no consigue recordar el número 7, etc.

## Especiales

### Especial 1 (23 de marzo de 2016)
Estos son los famosos que se "dejan hipnotizar" por Jeff Toussaint en el primer programa.

#### Concursantes
|                           |                            | Procedencia | Edad                                           | Ocupación                            |
| ------------------------- | -------------------------- | ----------- | ---------------------------------------------- | ------------------------------------ |
|                           | Alberto Chicote            | Madrid      | 46                                             | Cocinero y presentador de televisión |
| Anabel Alonso             | Baracaldo                  | 51          | Actriz, humorista y presentadora de televisión |                                      |
| David Bustamante          | San Vicente de la Barquera | 34          | Cantante y presentador de televisión           |                                      |
| Enrique San Francisco     | Madrid                     | 61          | Actor y humorista                              |                                      |
| El Monaguillo             | Marbella                   | 42          | Humorista y presentador de televisión          |                                      |
| Manuel Díaz "El Cordobés" | Arganda del Rey            | 47          | Torero                                         |                                      |
| Mario Vaquerizo           | Madrid                     | 41          | Mánager, periodista, cantante y actor          |                                      |
| Nuria Roca                | Moncada                    | 44          | Escritora, presentadora de TV y locutora       |                                      |

### Especial 2 (7 de septiembre de 2016)

#### Concursantes
|                  |               | Procedencia | Edad                                      | Ocupación                                       |
| ---------------- | ------------- | ----------- | ----------------------------------------- | ----------------------------------------------- |
|                  | Daniela Blume | Barcelona   | 32                                        | Sexóloga, locutora y presentadora de televisión |
| El Monaguillo    | Marbella      | 43          | Humorista y presentador de televisión     |                                                 |
| Fernando Romay   | La Coruña     | 56          | Exjugador de baloncesto español           |                                                 |
| Jorge Fernández  | Alicante      | 43          | Actor, modelo y presentador de televisión |                                                 |
| Laura Moure      | Madrid        | 31          | Actriz, modelo y azafata de televisión    |                                                 |
| Mario Vaquerizo  | Madrid        | 41          | Mánager, periodista, cantante y actor     |                                                 |
| Patricia Montero | Valencia      | 27          | Actriz                                    |                                                 |
| Santi Rodríguez  | Jaén          | 51          | Actor y cómico                            |                                                 |

#### Invitados
| Artista       | Ocupación |
| ------------- | --------- |
| Tito Valverde | Actor     |

### Especial 3 (4 de enero de 2017)

#### Concursantes
|                   |                 | Procedencia     | Edad                                      | Ocupación                                   |
| ----------------- | --------------- | --------------- | ----------------------------------------- | ------------------------------------------- |
|                   | Álex Casademunt | Vilassar de Mar | 35                                        | Cantante, actor y presentador de televisión |
| Canco Rodríguez   | Málaga          | 39              | Actor                                     |                                             |
| Cristina Pedroche | Madrid          | 28              | Colaboradora y presentadora de televisión |                                             |
| El Monaguillo     | Marbella        | 43              | Humorista                                 |                                             |
| Kira Miró         | Santa Brígida   | 36              | Actriz y presentadora de televisión       |                                             |
| Lorena Castell    | Barcelona       | 35              | Presentadora, actriz y cantante           |                                             |
| Santi Rodríguez   | Jaén            | 51              | Actor y cómico                            |                                             |

#### Invitados
| Artista         | Ocupación                                        |
| --------------- | ------------------------------------------------ |
| Lola Plazas     | Mujer de El Monaguillo                           |
| Mario Vaquerizo | Mánager, periodista y vocalista de Nancys Rubias |

### Especial 4 (8 de septiembre de 2017)

#### Concursantes
|                 |               | Procedencia | Edad                                            | Ocupación       |
| --------------- | ------------- | ----------- | ----------------------------------------------- | --------------- |
|                 | Adrián Lastra | Madrid      | 33                                              | Actor y músico. |
| Chenoa          | Palma         | 41          | Cantante y jurado de televisión.                |                 |
| David Otero     | Madrid        | 37          | Cantante, guitarrista y compositor.             |                 |
| Mario Vaquerizo | Madrid        | 42          | Mánager, periodista, cantante y actor           |                 |
| Marta Márquez   | Barcelona     | 33          | Presentadora de televisión, reportera y actriz. |                 |
| Santi Rodríguez | Jaén          | 51          | Actor y cómico                                  |                 |
| Silvia Abril    | Barcelona     | 46          | Actriz y humorista.                             |                 |

#### Invitados
| Artista               | Ocupación                               |
| --------------------- | --------------------------------------- |
| Isabel Gemio          | Presentadora de televisión y periodista |
| Enrique San Francisco | Actor y humorista                       |
| Xavi Casas            | Campeón mundial de bicis de trial       |

### Especial 5 (15 de septiembre de 2017)

#### Concursantes
|                 |                         | Procedencia | Edad                                   | Ocupación                                             |
| --------------- | ----------------------- | ----------- | -------------------------------------- | ----------------------------------------------------- |
|                 | Beatriz Luengo          | Madrid      | 34                                     | Compositora, cantante, actriz, bailarina y empresaria |
| Edu Soto        | Mataró                  | 39          | Humorista, actor y cantante.           |                                                       |
| El Monaguillo   | Marbella                | 43          | Humorista y presentador de televisión  |                                                       |
| José Corbacho   | Hospitalet de Llobregat | 51          | Actor, director, guionista y humorista |                                                       |
| Lorena Castell  | Barcelona               | 35          | Presentadora, actriz y cantante        |                                                       |
| Mario Vaquerizo | Madrid                  | 42          | Mánager, periodista, cantante y actor  |                                                       |
| Santi Rodríguez | Jaén                    | 51          | Actor y cómico                         |                                                       |

#### Invitados
| Artista         | Ocupación                                            |
| --------------- | ---------------------------------------------------- |
| Mónica Carrillo | Presentadora de informativos, escritora y periodista |
| Arkano          | Campeón mundial de Freestyle                         |
| Yunke           | Mago e ilusionista                                   |
| Stevie Starr    | Regurgitador profesional                             |

### Especial 6 (22 de septiembre de 2017)

#### Concursantes
|                 |                 | Procedencia | Edad                                  | Ocupación                            |
| --------------- | --------------- | ----------- | ------------------------------------- | ------------------------------------ |
|                 | Alberto Chicote | Madrid      | 46                                    | Cocinero y presentador de televisión |
| Arévalo         | Madrid          | 70          | Actor y humorista                     |                                      |
| Lorena Gómez    | Lérida          | 31          | Cantante y actriz                     |                                      |
| Mario Vaquerizo | Madrid          | 42          | Mánager, periodista, cantante y actor |                                      |
| Mónica Cruz     | Alcobendas      | 40          | Actriz, modelo y bailarina            |                                      |
| Rosa López      | Peñuelas        | 36          | Cantante                              |                                      |
| El Monaguillo   | Marbella        | 43          | Humorista y presentador de televisión |                                      |

#### Invitados
| Artista        | Ocupación                          |
| -------------- | ---------------------------------- |
| Josep Pedrerol | Periodista deportivo y presentador |
| Tatiana Kundyk | Equilibrista                       |

### Especial 7 (9 de marzo de 2018)

#### Concursantes
|                 |                | Procedencia | Edad                                  | Ocupación                                   |
| --------------- | -------------- | ----------- | ------------------------------------- | ------------------------------------------- |
|                 | Inma del Moral | Madrid      | 43                                    | Presentadora de televisión, actriz y modelo |
| Mario Vaquerizo | Madrid         | 43          | Mánager, periodista, cantante y actor |                                             |
| Mariló Montero  | Estella        | 52          | Presentadora de televisión            |                                             |
| El Monaguillo   | Marbella       | 44          | Humorista y presentador de televisión |                                             |
| Roko            | Jaén           | 28          | Cantante y actriz                     |                                             |
| Santi Rodríguez | Jaén           | 52          | Actor y cómico                        |                                             |
| Xuso Jones      | Murcia         | 28          | Cantante                              |                                             |

### Especial 8 (4 de enero de 2019)

#### Concursantes
|                 |             | Procedencia | Edad                                  | Ocupación        |
| --------------- | ----------- | ----------- | ------------------------------------- | ---------------- |
|                 | Pablo Puyol | Málaga      | 43                                    | Actor y cantante |
| Anabel Alonso   | Baracaldo   | 54          | Actriz y humorista                    |                  |
| Adrián Lastra   | Madrid      | 34          | Actor                                 |                  |
| El Monaguillo   | Marbella    | 44          | Humorista y presentador de televisión |                  |
| Angy Fernández  | Palma       | 28          | Cantante y actriz                     |                  |
| Santi Rodríguez | Jaén        | 52          | Actor y cómico                        |                  |

## Escepticismo
Durante la primera emisión hubo comentarios en las redes sociales sobre la poca verosimilitud de lo que aparecía en pantalla. En particular, uno de los supuestos voluntarios del público resultó ser un actor secundario de la serie Acacias 38, lo cual fue parodiado en la segunda gala al escoger Jandro "casualmente" de entre el público al conocido actor español Tito Valverde.
En un plano algo más serio la Asociación para el Avance de la Hipnosis Experimental y Aplicada (AAHEA) criticó al programa por difundir falsos mitos sobre la hipnosis.

## Audiencias
Estas han sido las audiencias de las temporadas del programa 1, 2, 3... hipnotízame:
| Especial                           | Fecha                    | Día de emisión | Espectadores | Cuota |
| ---------------------------------- | ------------------------ | -------------- | ------------ | ----- |
| 1, 2, 3... hipnotízame: Especial 1 | 23 de marzo de 2016      | Miércoles      | 2 997 000    | 19,5% |
| 1, 2, 3... hipnotízame: Especial 2 | 7 de septiembre de 2016  | Miércoles      | 2 088 000    | 16,5% |
| 1, 2, 3... hipnotízame: Especial 3 | 4 de enero de 2017       | Miércoles      | 2 503 000    | 16,6% |
| 1, 2, 3... hipnotízame: Especial 4 | 8 de septiembre de 2017  | Viernes        | 1 897 000    | 14,9% |
| 1, 2, 3... hipnotízame: Especial 5 | 15 de septiembre de 2017 | Viernes        | 1 697 000    | 11,8% |
| 1, 2, 3... hipnotízame: Especial 6 | 22 de septiembre de 2017 | Viernes        | 1 259 000    | 8,6%  |
| 1, 2, 3... hipnotízame: Especial 7 | 9 de marzo de 2018       | Viernes        | 2 079 000    | 12,9% |
| 1, 2, 3... hipnotízame: Especial 8 | 4 de enero de 2019       | Viernes        | 1 341 000    | 9,2%  |